# 1889 год в литературе
В 1889 году в литературе вышли некоторые новые значимые книги.

## События
Теодор Рузвельт опубликовал первый из четырёх томов «The Winning of the West» с остальными тремя после 1896 г.

## Книги
- «Владетель Баллантрэ» (Master of Ballantrae) — произведение Роберта Льюиса Стивенсона.
- «Несусветный багаж» (The Wrong Box) — произведение Роберта Льюиса Стивенсона и Lloyd Osbourne.

### Романы
- «Сильна, как смерть» — роман Ги де Мопассана.
- «Янки из Коннектикута при дворе короля Артура» — роман Марка Твена.
- «Семья без имени» — роман Жюля Верна.

### Повести
- «Крейцерова соната» — повесть Льва Толстого.
- «Трое в лодке, не считая собаки» — повесть Джерома К. Джерома

### Малая проза
- «Пари» — рассказ Антона Чехова.
- «Скучная история» — рассказ Антона Чехова.
- «Один день американского журналиста в 2889 году» — рассказ Жюля Верна и Мишеля Верна.

### Пьесы
- «Леший» — пьеса Антона Чехова.
- «Плоды просвещения» — пьеса Льва Толстого.
- «Принцесса Мален» — пьеса Мориса Метерлинка
- «Татьяна Репина» — пьеса Антона Чехова.
- «Трагик поневоле» — пьеса Антона Чехова.
- «Свадьба» — пьеса Антона Чехова.

### Поэзия
- «Поэмы и баллады» (3 серия) — сборник поэм и баллад Алджерона Чарльза Суинберна.
- «Странствия Ойсина» (The Wanderings of Oisin and Other Poems) — произведение Уильяма Йейтса.

### Научная и философская литература
- «Капитал и процент» Эйгена фон Бём-Баверка.
- «Опыт о Непосредственных данных сознания» Анри Бергсона.
- «Россия и вселенская церковь» Владимира Соловьёва.

### Научно-популярное
- «Голос тишины» Елены Блаватской.

### Биографии и автобиографии
- «Сорок лет среди грабителей и убийц» — автобиографическая книга И. Д. Путилина.

## Родились
- 30 января — Джайшанкар Прасад, индийский писатель, драматург, поэт (умер в 1937).
- 2 февраля — Эмиль Вахек, чешский писатель (умер в 1964 году).
- 1 марта — Kanoko Okamoto, японский писатель и поэт (умер в 1939).
- 7 апреля — Габриэла Мистраль, чилийский поэт, лауреат Нобелевской премии по литературе (умерла в 1957).
- 2 июня — Хаим-Ицхок Фарбер, еврейский детский поэт и баснописец (умер в 1968).
- 23 июня — Анна Андреевна Ахматова, русская поэтесса (умерла в 1966).
- 5 июля — Жан Кокто, писатель (умер в 1963).
- 17 июля — Эрл Стэнли Гарднер, американский писатель (умер в 1970).
- 18 июля — Ежи Коссовский, польский писатель (умер в 1969).
- 5 августа — Conrad Aiken, романист и поэт (умер в 1973).
- 23 сентября — Уолтер Липпман, писатель (умер в 1974).
- 25 сентября — C. K. Scott-Moncrieff, шотландский писатель и переводчик (умер в 1930).
- 26 сентября — Мартин Хайдеггер, немецкий философ (умер в 1976).
- 12 ноября — DeWitt Wallace, американский издатель журнала («Ридерз Дайджест») (умер в 1981).
- 7 декабря — Константин Сагаев, болгарский писатель, поэт, драматург, редактор, переводчик (умер в 1963).
- 24 декабря — Христо Ясенов, болгарский поэт (умер в 1925).

## Умерли
- 5 января — Ипполит Тампуччи, французский поэт (родился в 1802).
- 17 января — Juan Montalvo, эквадорский писатель (родился в 1832).
- 10 февраля — Эммануил Боздех, чешский драматург, переводчик (родился в 1841).
- 23 апреля — Жюль Амеде Барбе д’Оревильи, романист (родился в 1808).
- 10 мая — Михаил Евграфович Салтыков-Щедрин, русский писатель (родился в 1826).
- 8 июня — Джерард Мэнли Хопкинс, английский поэт (родился в 1844).
- 15 июня — Михай Эминеску, румынский поэт (родился в 1850).
- 20 июня — Надежда Дмитриевна Хвощинская, русская писательница (родилась в 1821 или, по другим сведениям, в 1824).
- 13 июля — Роберт Гамерлинг, австрийский поэт и драматург (родился в 1832).
- 22 июля — Дмитрий Дмитриевич Минаев, русский поэт-сатирик, журналист, переводчик, критик (родился в 1835).
- 5 августа — Fanny Lewald, романист (родился в 1811).
- 19 августа — Филипп Огюст Матиас Вилье де Лиль-Адам, писатель символизма (родился в 1838).
- 23 сентября — Уилки Коллинз, английский романист (родился в 1824).
- 25 октября — Эмиль Ожье, французский драматург (родился в 1820).
- 29 октября — Николай Гаврилович Чернышевский, литературный критик и публицист (родился в 1828).
- 18 ноября — William Allingham, ирландский поэт (дата рождения не известна).
- 10 декабря — Людвиг Анценгрубер (Ludwig Anzengruber), австрийский драматург, писатель, поэт (родился в 1839).
- 12 декабря — Роберт Браунинг, английский поэт (родился в 1812).